# 斯坦頓 (內布拉斯加州)
斯坦頓（英語：Stanton）是一個位於美國內布拉斯加州斯坦頓縣的城市。根據2010年美國人口普查，該地共人口1577人，而該地的面積約為4.50平方千米。同時該地也是斯坦頓縣的縣治。

## 地理
斯坦頓的座標為41°57′00″N 97°13′23″W / 41.95000°N 97.22306°W，而該地的平均海拔高度為451米（即1480英尺）。